# Infanterie légère
 (octobre 2013).
L'infanterie légère est dans une armée l'ensemble des unités d'infanterie, généralement des chasseurs à pied, chargées d'éclairer la marche des convois, servir d'avant-garde à un groupe armé, une colonne ou pour faire le service de tirailleurs.

## Historique
Ce type d'infanterie est initialement connue par la milice grecque sous le nom de psilite et celle des romains sous le nom de velitatio qui étaient des soldats armés légèrement, généralement armés de frondes.

### France
La France, n'a eu par le fait qu'une infanterie légère jusqu'à la création des piquiers. À cette époque, dans les corps une partie des hommes étaient armés de piques et une autre partie pourvus d'arquebuses ou de mousquets étaient l'infanterie légère.
Henri de Guise dit le Balafré avait formé le projet d'extraire les arquebusiers et les mousquetaires et d'en former des corps spéciaux et indépendants qui auraient répondu aux qualités du chasseur à pied. Guise voulait des « montagnards et des hommes du midi, légers de chair, dispos, bien ingambes, armés de dagues et d'arquebuses légères, fournis de poudre fine et départis en 4 ou 5 bonnes bandes ou par esquades. Nous avons eu nos enfants perdus, mais ils ne servent qu'à attaquer et faire quelques escarmouches avant les batailles et ils se retirent. »
À toutes les époques de l'histoire nous voyons les armées organisées se faire éclairer et couvrir leurs mouvements par des troupes armées
à la légère à pied ou à cheval et le plus souvent irrégulières.
C'est là l'origine de l'infanterie et de la cavalerie que nous voyons sous la désignation générique d'infanterie ou de cavalerie légère et sous les dénominations variables de flanqueurs, éclaireurs, chasseurs à pied ou à cheval, hussards, etc.
Ces troupes se différencient de l'infanterie ou de la cavalerie de ligne ou de bataille par leur armement, leur équipement et la nature de leur recrutement ou de leur remonte; et c'était là surtout leur raison d'être. 
 Les détails positifs que nous avons sur l'infanterie légère ne remontent guère au-delà, de 1740, époque à laquelle Frédéric II forma, sous le nom de chasseurs, des compagnies d'élite ou des corps particuliers avec les gardes-chasse et tous les bons tireurs du pays.
Finalement, en France, l'infanterie légère telle qu'imaginée par le Balafré ne verra le jour que presque 200 ans plus tard. 
On voit de l'infanterie légère, sous le nom de corps francs, de bataillons légers ou de partisans dans les guerres de Succession d'Autriche, de Bohême et de Sept Ans. 
La légion de Conflans est le premier corps institué pour servir, en campagne, d'avant-garde aux têtes de colonnes. La Légion de Fischer fut formée en 1743, les Volontaires de montagne et les arquebusiers de Grassin en 1744, la Légion royale et les fusiliers de Molière en 1745, les Volontaires du Dauphiné les Volontaires de Gantès et les Volontaires Bretons en 1746, la Légion de Flandre et la Légion de Hainaut en 1749. Ces troupes étaient des corps mixtes, composés d'infanterie et de cavalerie et même quelquefois d'artillerie, à l'imitation des légions de François Ier.
Toutefois l'infanterie légère, considérée comme une arme, ou une sous-arme, distincte et comme une subdivision de l'infanterie française n'existe réellement que depuis le dédoublement des légions de Louis XV. C'est toutefois le maréchal de Ségur, ministre de la Guerre de Louis XVI qui est le véritable inventeur de ce genre de troupe. Une partie de ces corps, et ceux créés jusqu'en 1764, disparurent en 1776. Une ordonnance du 8 août de cette même année attacha un bataillon de chasseurs à pied à chacun des six régiments de chasseurs à cheval, autrefois appelés légions, formés à la même date. Ces bataillons, séparés de la cavalerie en 1788, et 6 bataillons de nouvelle création, qui provenait de la transformation de divers corps, constituèrent, à cette époque, l'infanterie légère française. Ces douze bataillons d'infanterie légère organisés prirent les noms ci-après :
- No 1 bataillon de chasseurs royaux du Dauphiné formé par une partie du régiment Royal-Italien
- No 2 bataillon de chasseurs royaux de Provence formé par une partie du régiment Royal-Italien
- No 3 bataillon de chasseurs royaux Corses formé par une partie du régiment Royal-Corse
- No 4 bataillon de chasseurs Corses formé par une partie du régiment Royal-Corse
- No 5 bataillon de chasseurs Cantabres formé par une partie du régiment de Mont-Réal
- No 6 bataillon de chasseurs Bretons formé par une partie des compagnies d'infanterie du régiment de chasseurs des Alpes[5],[6]
- No 7 bataillon de chasseurs d'Auvergne formé par une partie des compagnies d'infanterie du régiment de chasseurs des Pyrénées[7]
- No 8 bataillon de chasseurs des Vosges formé par une partie des compagnies d'infanterie du régiment de chasseurs des Vosges[8]
- No 9 bataillon de chasseurs des Cévennes formé par une partie des compagnies d'infanterie du régiment de chasseurs des Cévennes[9]
- No 10 bataillon de chasseurs du Gévaudan formé par une partie des compagnies d'infanterie du régiment de chasseurs du Gévaudan[10]
- No 11 bataillon de chasseurs des Ardennes formé par une partie des compagnies d'infanterie du régiment de chasseurs des Ardennes[11]
- No 12 bataillon de chasseurs du Roussillon formé par 2 compagnies du régiment Royal-Italien et 2 compagnies du régiment Royal-Corse

Les bataillons d'infanterie légère n'eurent pas alors de compagnies d'élites. Spécialement destinés à éclairer la marche des corps, ou à faire le service d'avant-garde, d'éclaireurs ou de tirailleurs, ils furent aussi privés de l'honneur d'avoir un drapeau. L'utilité de cette arme ayant bientôt été reconnue, un règlement du 1er avril 1791 créa deux nouveaux bataillons d'infanterie légère (No 13 et 14). Ces 14 bataillons composés chacun de 8 compagnies, ne furent plus désignés que par le rang des numéros qu'ils portaient. En 1793, par décret de la Convention nationale, les légions et les compagnies franches créées en 1791 et 1792 furent organisées en 6 bataillons d'infanterie légère (No 15 à 20), le bataillon de chasseurs à pied de Muller forma le 21e. Ces bataillons échangèrent leur ancienne dénomination pour prendre le numéro du rang qu'ils devaient désormais occuper entre eux sous le nom de chasseurs à pied.
- 1er bataillon de chasseurs (ci-devant Royaux de Provence)
- 2e bataillon de chasseurs (ci-devant Royaux du Dauphiné)
- 3e bataillon de chasseurs (ci-devant Royaux Corses)
- 4e bataillon de chasseurs (ci-devant Chasseurs Corses)
- 5e bataillon de chasseurs (ci-devant Chasseurs Cantabres)
- 6e bataillon de chasseurs (ci-devant Chasseurs Bretons)
- 7e bataillon de chasseurs (ci-devant Chasseurs d'Auvergne)
- 8e bataillon de chasseurs (ci-devant Chasseurs des Vosges)
- 9e bataillon de chasseurs (ci-devant Chasseurs des Cévennes)
- 10e bataillon de chasseurs (ci-devant Chasseurs du Gévaudan)
- 11e bataillon de chasseurs (ci-devant Chasseurs des Ardennes)
- 12e bataillon de chasseurs (ci-devant Chasseurs du Roussillon)
- 13e bataillon de chasseurs (Créé le 1er avril 1791)
- 14e bataillon de chasseurs (Organisé le 1er avril 1791)
- 15e bataillon de chasseurs (Créé le 15 avril 1793 de volontaires corses)
- 16e bataillon de chasseurs (Levé en Corse en avril 1793)
- 17e bataillon de chasseurs (Formé en 1793)
- 18e bataillon de chasseurs (Formé en 1793)
- 19e bataillon de chasseurs (Créé le 27 février 1793)
- 20e bataillon de chasseurs (Créé en 1793)
- 21e bataillon de chasseurs (Formé le 13 mai 1793 du 1er bataillon franc dit bataillon de Muller, ou chasseurs de Muller, et composé de Suisses)

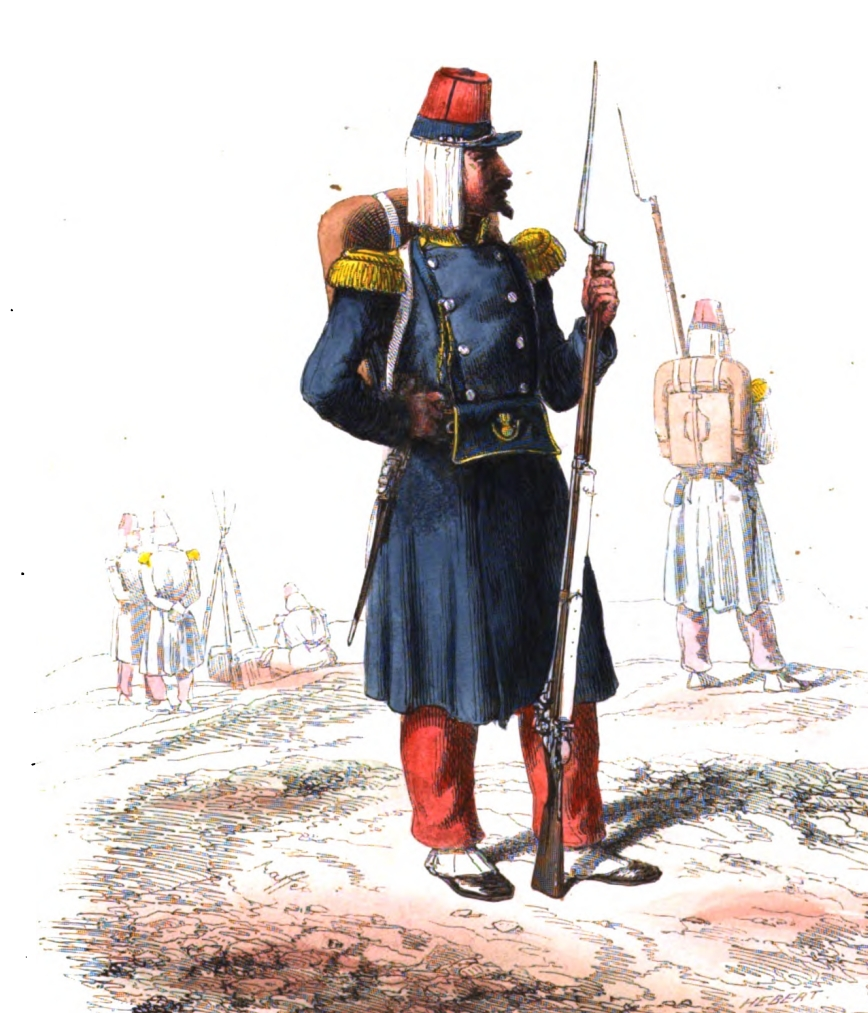
Infanterie légère, voltigeurs vers 1840

#### Réorganisations
En France, l'infanterie fut réorganisée à plusieurs occasions :
- Création des bataillons de volontaires nationaux
- Réorganisation de 1793
- Réorganisation de 1796
- Réorganisation de 1803
- Réorganisation de 1814
- Réorganisation de 1815
- Réorganisation de 1820
- Réorganisation de 1854

### États-Unis
Les États-Unis ont pour unité d'infanterie légère les United States Army Rangers, qui font partie des forces spéciales des États-Unis et sont sous l'autorité de l'USASOC, composante terrestre du Commandement des Opérations Spéciales des États-Unis.